# Ирис (анатомия)
Вижте пояснителната страница за други значения на Ирис.
Ирисът (дъговица, iris) е най-предноразположената част на увеята и представлява отвесно разположена мембрана с кръгъл отвор в средата, наречен зеница. Ирисът е изграден от мускули, инервирани от автономната (неволева) нервна система. Тази структура на ириса обуславя и основната му функция – подобно на бленда на фотоапарат зеницата се свива и разширява от тези мускули и пропуска необходимото количество светлина в окото, за да се осъществи зрителният акт.

## Анатомия на дъговицата
- предностромален слой на ириса – хроматофори с меланинов пигмент (крипти и лакуни – лимфни пространства);
- среден слой – строма с трабекулум и съдове;
- вътрешен слой – два ретинални слоя пигментни клетки, съдържащи фусцин.

Предната повърхност на ириса се дели на зенична част с размер 1,5 mm (в нея е разположена зеницата на ириса) и цилиарна част 4 mm. Границата между тях се нарича ирисова яка (съответства на малкия артериален ирисов кръг).
Цвят на ириса: зависи от наличието и количеството на пигмент в стромата и в двата ретинални слоя клетки.
Инервация: nn.ciliares longi et breves(сетивни влакна, парасимпатикусови, симпатикусови – идват с nervus nasociliaris – сетивни влакна, nervus oculomotorius – парасимпатикови, шиен отдел на симпатикуса – симпатикови).
Зеница – пространствено понятие: диафрагма, която регулира количеството светлина, осигурява оптимални условия за зрението, предпазва от заслепяване.

## Заболявания
Болестите на човешкото око, засягащи изолирано ириса, се наричат ирит. По-често те се разпространяват бързо – иридоциклит или преден увеит.